# Chelonanthus matogrossensis
Chelonanthus matogrossensis là một loài thực vật có hoa trong họ Long đởm. Loài này được (J.G.M.Pers. & Maas) Struwe & V.A.Albert mô tả khoa học đầu tiên năm 1998.